# Сан Пабло (залив)
Заливът Сан Пабло е приливно устие, което образува северното продължение на залива Сан Франциско в районите на Източния залив и Северния залив на района на залива на Сан Франциско в Северна Калифорния.
По-голямата част от залива е плитка, обаче има дълбок воден канал приблизително в средата на залива, който позволява достъп до големи пристанища в Сакраменто, Стоктън, Бенисия и Мартинес, и други по-малки пристанища на делтата на река Сакраменто-Сан Хоакин.

## География
Заливът Сан Пабло е кръстен на Ранчо Сан Пабло, испанско дарение за земя, дадено на колониални заселници от Алта Калифорния през 1815 г., в залива на мястото на днешния град Сан Пабло. Заливът е приблизително 10 мили (16 км) в ширина и има площ от приблизително 90 квадратни мили (230 км 2 ).
Заливът приема водите на реките Сакраменто и Сан Хоакин през залива Суисун и пролива Каркинес в североизточния си край и се свързва с Тихия океан чрез залива Сан Франциско в южния му край. Заливът е силно замърсен от приноса на двете реки, които сами по себе си отводняват по-голямата част от Централната долина на Калифорния. Заливът Сан Пабло също получава водите на Сонома Крийк през блатото Напа Сонома, Крийк Сан Рафаел и река Петалума директно и река Напакойто се влива в протока Каркинес през пролива Маре Айлънд близо до входа му в залива. Всички притоци с изключение на Sonoma Creek са търговски плавателни и се поддържат от Инженерния корпус на армията на САЩ.
Два полуострова разделят залива Сан Пабло от залива Сан Франциско. Източната, точка Сан Пабло, е в град Ричмънд, а западната, точка Сан Педро, граничи с град Сан Рафаел. Заливът се споделя между окръг Контра Коста на южния и източния бряг и окръзите Солано, Сонома и Марин на северния и западния бряг. Границите на окръга се срещат близо до центъра на залива. Общностите на брега на залива Сан Пабло, включват: Ричмънд, Сан Пабло, Пиноле, Херкулес, Родео в окръг Контра Коста, Валехо в окръг Солано, заедно с Новато и Сан Рафаел в окръг Марин.
Тъй като заливът е близо до няколко големи и местни летища, но извън основните коридори за въздушно движение, това е популярна зона за обучение на пилоти.
Поради големия си размер, но плитки води, заливът Сан Пабло често има трудни условия за плаване с лодка. Преобладаващият западен вятър среща силни течения както в протока Каркинес, така и в противоположния край на залива, близо до моста Ричмънд, за да произведе големи вълни, с малко зони на отстъпление за повечето лодки.

## Екология
Има много незастроени брегови земи със солници и тиня. Заливът е основна спирка за зимуване на популацията от патица от платна на Тихоокеанския летен път, както и място за мигриране на множество видове водолюбиви птици. Голяма част от северния бряг на залива е защитен като част от Националния резерват за диви животни в залива Сан Пабло.
Застрашените видове, които се срещат в залива, включват калифорнийския кафяв пеликан, калифорнийския клапер и мишката от солено блато. Това е популярна дестинация за любителски риболов със соленоводни видове, включващи: ивичест бас, сърф, есетра, звездна писия, леопардова акула, топла и аншоа. През 80-те години на 19 век е имало селище за риболов на скариди, където са живели около 500 китайци; те изпращат приблизително 90% от улова си в Китай. Сега мястото е част от щатския парк Чайна Кемп.

## Популярна култура
Заливът Сан Пабло е мястото на поредицата от четири части от песни на алтернативната рок група Примус „Рибарски хроники“ и е споменат и в „Играчките се спират“ и „Харолд от скалите“. В книгата на Сюзън Чой „ Американска жена“, която отразява скандала с Пати Хърст от 70-те години, се казва, че водите на залива приветстват главните герои Джени и Полин у дома, след като са преминали от източното крайбрежие.